# Jan Trzopiński
Jan Trzopiński (ur. 5 września 1855 w Sidzinie, zm. 8 stycznia 1931 w Kochawinie) – polski duchowny katolicki, prałat, proboszcz Kochawiny.
Urodził się jako siódme z jedenaściorga dzieci Jana i Katarzyny z domu Pociąg. Edukację rozpoczął w szkole parafialnej prowadzonej przez ks. Wojciecha Blaszyńskiego. W 1867 rozpoczął naukę w szkole w Myślenicach. Po czterech latach nauki przeniósł się do gimnazjum św. Anny w Krakowie. Z powodu braku środków do życia musiał przerwać naukę. W roku 1874 kontynuował naukę w czwartej klasie w gimnazjum w Wadowicach, jednak z powodu choroby musiał znowu ją przerwać. Podjął samodzielną naukę, by w 1880 zdać egzamin dojrzałości w gimnazjum św. Anny.

## Studia
Rozpoczął studia teologiczne w Wyższym Seminarium Duchownym w Krakowie, tu z kolei naukę przerywając w akcie solidarności z kolegą usuniętym ze szkoły. Przez pewien czas przebywał w Karyntii z zamiarem dalszej nauki do kapłaństwa, ale stan zdrowia skłonił go do powrotu. W roku 1881 próbował dostać się do seminariów w Tarnowie i Przemyślu, ostatecznie 30 września został przyjęty do seminarium we Lwowie. 29 lipca 1883 przyjął święcenia kapłańskie; 12 sierpnia odprawił prymicje w rodzinnej Sidzinie. W latach 1883–1886 pracował jako wikariusz w Kamionce Strumiłowej.

## Praca w Kochawinie
3 września 1886 przybył do Kochawiny, gdzie został wikariuszem, a w 1898 następcą proboszcza Eugeniusza Pietruskiego. Zajął się w Kochawinie dokończeniem budowy kościoła i plebanii. Zainicjował również budowę nowej, murowanej kaplicy w miejscu znalezienia uważanego za cudowny obrazu Matki Boskiej z Dzieciątkiem (1901–1902). Podejmował liczne działania, które ugruntowały opinię o kochawińskim sanktuarium jako „Jasnej Górze Ziemi Lwowskiej”. Z inicjatywy Trzopińskiego powstał dom pielgrzymkowy oraz sala teatralna, a sam proboszcz ułożył i opublikował Nowennę do Najświętszej Maryi Panny słynącej niezliczonymi cudami i łaskami w obrazie Kochawińskim ku uczczeniu 250-letniej rocznicy zjawienia się tegoż obrazu w Kochawinie (Lwów 1896). Doprowadził do aktu koronacji obrazu koronami papieskimi, czego dokonał 15 sierpnia 1912 arcybiskup lwowski Józef Bilczewski z towarzyszeniem biskupów przemyskich Józefa Pelczara i Karola Fischera, biskupa tarnowskiego Leona Wałęgi oraz biskupa krakowskiego Anatola Nowaka. W uroczystościach koronacyjnych wzięło udział przeszło 100 tysięcy pielgrzymów.
Proboszcz Trzopiński zainicjował działalność w Kochawinie Sodalicji Mariańskiej mężczyzn (1897) i kobiet (1901) oraz Stowarzyszenia Nieustającej Drogi Krzyżowej. Sam odbył w 1898 pielgrzymkę do Ziemi Świętej. Podejmował również działania społeczne w rodzinnej Sidzinie, gdzie z jego inicjatywy rozpoczęto jesienią 1911 budowę ochronki (późniejsza siedziba Szkoły Podstawowej nr 2, noszącej jego imię) i kaplicy.
W parafii kochawińskiej Trzopiński wspierał polskie osadnictwo, dbając zarazem o opiekę duszpasterską dla nowych mieszkańców. W 1902 zakupił majątek dworski Daszawa koło Stryja od rodziny Dewiczów i rozpoczął akcję kolonizacyjną Małopolan, chcąc uniknąć osadnictwa niemieckiego. Kilka hektarów wraz z zabudowaniami postanowił przeznaczyć dla przyszłych duszpasterzy, z zamiarem utworzenia w Daszawie filii parafii kochawińskiej. W 1903 Trzopiński zwiedził zakład salezjański w Oświęcimiu i temu zgromadzeniu postanowił powierzyć placówkę w Daszawie. W czerwcu 1904 doszło do wizyty przełożonego zgromadzenia salezjanów Michała Rua u arcybiskupa Bilczewskiego, na którym obie strony doszły do porozumienia; salezjanie przybyli do Daszawy jeszcze przed tym spotkaniem, w marcu 1904. Po krótkim czasie zorganizowali kaplicę, potem kościół, przy którym kolejny arcybiskup Bolesław Twardowski erygował 29 grudnia 1923 nową parafię, niezależną od Kochawiny.

## Współpraca z pallotynami
Mniej szczęśliwe ułożyła się współpraca proboszcza Trzopińskiego z pallotynami, niemniej jednak odegrał on pewną rolę w osiedleniu się Pobożnego Stowarzyszenia Misyjnego (ówczesna nazwa) w Polsce. Proboszcz nabył ziemię w ukraińskiej wsi Jajkowce i rozparcelował ją między Polaków przybyłych z Podhala. Utworzył też dla nich filię parafii pod patronatem św. Antoniego, stąd ta część wsi nazywana była Antoniówką. Trzopiński miał problem z obsadzeniem tej placówki, po dwóch latach pracy zrezygnowali z niej franciszkanie, rezygnowali także księża niezakonni. Było to związane zarówno ze skromnymi warunkami mieszkaniowymi, jak i innymi komplikacjami, m.in. dużą odległością od stacji kolejowej czy poczty.
Mimo tych niedogodności placówkę w Antoniówce, za pośrednictwem arcybiskupa Bilczewskiego, zdecydowali się objąć polscy pallotyni. Ks. Alojzy Majewski i ks. Alojzy Hübner pracowali nad zorganizowaniem pierwszych placówek pallotyńskich na ziemiach polskich i wobec braku większych środków finansowych przyjęli propozycję Trzopińskiego. Osiedlili się w Antoniówce w listopadzie 1907, a jednym z pierwszych kandydatów na braci był parafianin z Kochawiny Stanisław Misiek. Jak wynika ze wspomnień Majewskiego, w sprawie osiedlenia się księży doszło do szeregu nieporozumień: pallotyni liczyli na przejęcie w przyszłości opieki nad sanktuarium kochawińskim, a w samej Kochawinie na zbudowanie dużego domu Stowarzyszenia, podczas gdy proboszczowi zależało raczej na osadzeniu ich na stałe w Antoniówce. Przeprowadzona została także niekorzystna dla przybyłych księży transakcja sprzedaży ziemi w Antoniówce. Ostatecznie, wobec narastających konfliktów z proboszczem (którym nie zaradziła wizyta generała pallotynów Karla Gisslera), ks. Majewski zdecydował się poszukiwać innego miejsca na dom pallotynów i nowicjat. W 1913 nastąpiły przenosiny do Bochni; pallotyni sprzedali ziemię w Antoniówce w 1915, a ostatecznie zrezygnowali z Jajkowiec po I wojnie światowej. Bez względu na nieudaną w efekcie współpracę z pallotynami ks. Trzopiński odegrał znaczną rolę w procesie przeszczepiania Stowarzyszenia na ziemie polskie, przede wszystkim jako ich pierwszy gospodarz, a także redaktor odpowiedzialny czasopisma „Królowa Apostołów” (1908–1910); zgłosił m.in. propozycję zilustrowania okładki pisma obrazem Matki Boskiej Kochawińskiej. W swoich pamiętnikach ks. Majewski o postawie proboszcza kochawińskiego wyrażał się ze zrozumieniem, doceniając jego starania o zapewnienie opieki duszpasterskiej w Antoniówce.
W uznaniu wieloletnich zasług duszpasterskich ks. Trzopiński wyróżniony został tytułem prałata papieskiego. Po przeszło ćwierćwiecznej posłudze proboszczowskiej zmarł w styczniu 1931 i pochowany został na cmentarzu w Kochawinie. Jego imię nadano szkole w rodzinnej Sidzinie. Ks. Michał Kordel krótko po śmierci Trzopińskiego poświęcił mu opracowanie Świętej pamięci ksiądz Jan Trzopiński 1855–1931. Prałat Jego Świątobliwości i proboszcz w Kochawinie (Wspomnienie pośmiertnie) (Lwów 1931).

## Ordery i odznaczenia
- Srebrny Krzyż Zasługi (15 kwietnia 1929)[1]